# Wydział Teologii Ewangelickiej Uniwersytetu Warszawskiego

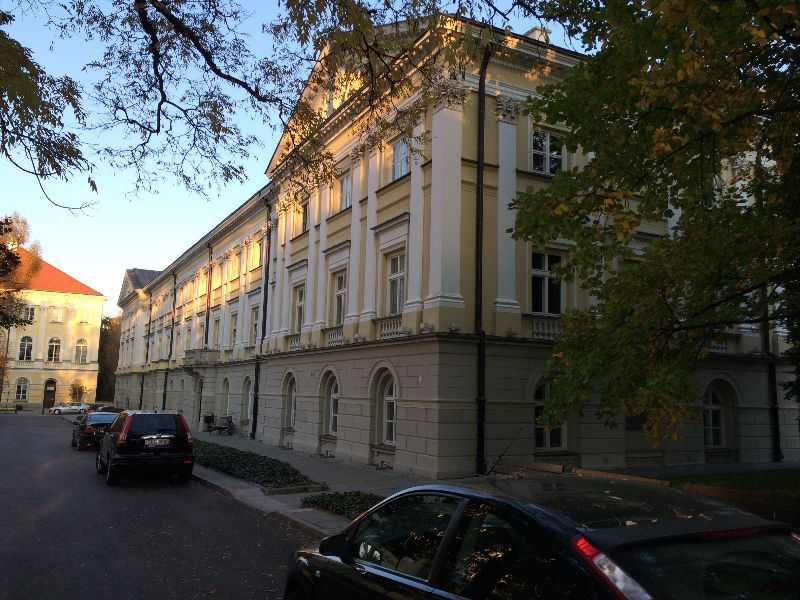
Dawna siedziba Wydziału Teologii Ewangelickiej Uniwersytetu Warszawskiego przy ul. Krakowskie Przedmiescie 26/28 w sąsiedztwie Pałacu Kazimierzowskiego

Wydział Teologii Ewangelickiej Uniwersytetu Warszawskiego – istniejąca w latach 1920-1954 jednostka organizacyjna Uniwersytetu Warszawskiego kształcąca na kierunku teologia wyznawców Kościołów protestanckich w Polsce, głównie Kościoła Ewangelicko-Augsburskiego. W 1954 uchwałą Rady Ministrów PRL usunięta z tej uczelni. W oparciu o nią utworzono Chrześcijańską Akademię Teologiczną w Warszawie. Jej sukcesorem jest Wydział Teologiczny ChAT.

## Historia
Powstał w 1920 dzięki inicjatywie bp. Juliusza Bursche zwierzchnika Kościoła Ewangelicko-Augsburskiego w Polsce. Pierwszego dziekana Wydziału wybrano w 1922 i został nim ks. prof. Edmund Bursche. Podstawą prawną działalności było m.in. rozporządzenie Ministra Wyznań Religijnych i Oświecenia Publicznego z dnia 19 kwietnia 1922 r. i rozporządzenie tegoż ministra w sprawie planu studiów w Wydziale.
Przeciwnikami utworzenia Wydziału byli duchowni katoliccy ks. Franciszek Jehliczka i o. Jan Rostworowski. Do Wydziału negatywnie nastawiony był Ewangelicki Kościół Unijny w Polsce z konsystorzem w Poznaniu oraz profesorowie prowadzonego przez ten Kościół Ewangelickiego Seminarium Kaznodziejskiego i Szkoły Teologicznej w Poznaniu.
W latach 30. Wydział posiadał 4 profesorów zwyczajnych, 1 zastępcę profesora oraz 4 profesorów prowadzących zajęcia zlecione. Prowadzone tam studia trwały 4 lata. W roku akademickim 1931/1932 studia na Wydziale odbywało ogółem ok. 100 studentów.
Struktura organizacyjna Wydziału w okresie II Rzeczypospolitej była następująca:
- Katedra Egzegezy Starego Testamentu
- Katedra Egzegezy Nowego Testamentu
- Katedra Teologii Historycznej
- Katedra Teologii Systematycznej
- Katedra Teologii Praktycznej[8].

W okresie okupacji hitlerowskiej działalność Wydziału była kontynuowana w ramach tajnego nauczania.
Po II wojnie światowej Wydział odrodził się i prowadził działalność do 1954, kiedy został zniesiony decyzją władz komunistycznych. W podobny sposób postąpiono wobec Wydziału Teologii Katolickiej UW oraz Wydziału Teologicznego Uniwersytetu Jagiellońskiego, z których utworzono Akademię Teologii Katolickiej w Warszawie, później przekształconą w UKSW.

## Dziekani (lista niepełna)
- 1922–1923 – ks. prof. Edmund Bursche[11]
- 1928-1929 – ks. prof. Edmund Bursche[12]
- 1937-1938 – ks. prof. Karol Michejda[13]
- 1939–1944 – ks. prof. Jan Szeruda[9]
- 1952-1954 – ks. prof. Wiktor Niemczyk[14]

## Profesorowie i inni wykładowcy Wydziału
- Oskar Bartel (1893-1973) – wykładowca od 1946, kierownik Katedry Teologii Historycznej[15]
- ks. Edmund Bursche (1880–1940) – od 1922 profesor nadzwyczajny, od 1939 profesor zwyczajny, 1921-1939 kierownik Katedry Historii Kościoła[16].
- ks. Woldemar Gastpary (1908-1984) – od 1949 adiunkt w Katedrze Teologii Praktycznej[17]
- ks. Rudolf Kesselring (1884-1961) – profesor i kierownik Katedry Teologii Systematycznej w latach 1932-1939[18]
- Kazimierz Kosiński (1886-1970) – wykładowca hymnologii w latach 1930–1939
- ks. Karol Michejda (1880-1945) – w latach 1923-1939 profesor nadzwyczajny i kierownik Katedry Teologii Praktycznej[13]
- ks. Wiktor Niemczyk (1898-1980) – docent od 1937, od 1946 profesor i kierownik Katedry Teologii Systematycznej[14]
- ks. Karol Serini (1875-1931) – od 1921 zastępca profesora, później profesor, kierownik Katedry Teologii Systematycznej[19].
- ks. Adolf Suess (1887-1952) – od 1922 zastępca profesora i kierownik Katedry Egzegezy Nowego Testamentu, od 1945 profesor nadzwyczajny i kierownik Katedry Teologii Praktycznej[20].
- ks. Jan Szeruda (1889-1962) – od 1920, od 1922 profesor nadzwyczajny, od 1929 profesor zwyczajny, kierownik Katedry Egzegezy Starego Testamentu[9].
- ks. Andrzej Wantuła (1905-1976) – wykładowca od 1952[21]
- ks. Karol Wolfram (1899-1965) – od 1935 docent, od 1937 profesor nadzwyczajny w Katedrze Egzegezy Nowego Testamentu

## Absolwenci Wydziału (m.in.)
- ks. Witold Benedyktowicz
- ks. Józef Berger
- ks. Ryszard Danielczyk
- ks. Edward Dietz
- ks. Paweł Dilis
- Barbara Enholc-Narzyńska
- ks. Alfred Hugo Figaszewski
- ks. Alfred Figaszewski
- ks. Robert Fiszkal[22]
- ks. Edmund Friszke
- ks. Woldemar Gastpary[17]
- ks. Adolf Gloc
- ks. Jerzy Gryniakow
- ks. Adam Hławiczka
- ks. Alfred Jagucki
- Aleksander Jałosiński
- ks. Jerzy Jelen
- ks. Jerzy Kahané
- ks. Zygmunt Kuźwa
- ks. Robert Liersch
- ks. Roman Mazierski
- ks. Włodzimierz Missol
- ks. Jan Motyka[23]
- ks. Janusz Narzyński[24]
- ks. Jan Bogusław Niemczyk
- ks. Wiktor Niemczyk
- ks. Jerzy Otello
- ks. Zdzisław Pawlik
- ks. Waldemar Preiss
- ks. Karol Świtalski
- ks. Bogdan Tranda[25]
- ks. Zdzisław Tranda
- ks. Ryszard Trenkler
- ks. Andrzej Wantuła
- ks. Tadeusz Wojak
- ks. Karol Wolfram

Studentem wydziału był zamordowany w 1940 w Katyniu podporucznik piechoty rezerwy Henryk Hoffman, syn Emila i Emilii z domu Schultz, urodzony 6 kwietnia 1901 w Koninie. Pracował jako urzędnik Banku Komunalnej Kasy Oszczędności w Solcu Kujawskim. Ukończył Szkołę Podchorążych Rezerwy Piechoty i został przydzielony do 29 pułku piechoty, do którego zmobilizowano go na czas wojny obronnej 1939.
W 1951 studia na Wydziale rozpoczął ks. Ryszard Janik, lecz w związku z likwidacją Wydziału dokończył je w Chrześcijańskiej Akademii Teologicznej.

## Doktorzy honoris causa Uniwersytetu Warszawskiego z wniosku Wydziału Teologii Ewangelickiej
- ks. bp Juliusz Bursche (1930)
- ks. Aleksander Schoeneich (1931)
- Jan Kracala (1934)
- Eberhard Vischer (1935)[28]

## Czasopismo naukowe
Organem naukowym Wydziału było założone w 1936 czasopismo „Rocznik Teologiczny”.